# Powszechny Zakład Ubezpieczeń
Powszechny Zakład Ubezpieczeń (PZU) — польская страховая компания, одна из крупнейших в Восточной Европе, обслуживает 22 млн клиентов в пяти странах (Польша, Литва, Латвия, Эстония, Украина). Крупнейшим акционером (34,2 %) является Казначейство Польши, также более 5 % акций принадлежит нидерландскому страховщику NN Group.

## История
Первая страховая компания на территории Польши была основана в 1803 году (Компания страхования от пожаров городов Южной Пруссии). В начале 1920-х годов был создан Директорат взаимных страховых обществ, в 1927 году реорганизованный в публичную компанию Powszechny Zakład Ubezpieczeń Wzajemnych (Учреждение универсального взаимного страхования). В 1952 году компания была национализирована, аббревиатура PZU стала расшифровываться как Państwowy Zakład Ubezpieczeń (Государственная страховая компания). В 1991 году она была преобразована в акционерную компанию, полностью контролируемую казначейством Польши, тогда же была создана отдельная дочерняя компания по страхованию жизни PZU Życie. В 1998 году была создана дочерняя компания по управлению пенсионными фондами, а в 1999 году — по управлению взаимными фондами. Также в 1999 году Eureko и BIG Bank Gdański приобрели 20 и 10 % акций компании. В 2002 году была куплена литовская компания Lindra, переименованная в PZU Lietuva. В 2005 году компания вышла на украинский рынок покупкой страховой компании SkideWest (ставшей PZU Ukraine).
С 12 мая 2010 года акции компании котируются на Варшавской фондовой бирже и сразу были включены в индекс 20 крупнейших по капитализации компаний Польши WIG 20; размещение акций принесло 8,1 млрд злотых ($2,7 млрд). В 2014 году было куплено несколько страховых компаний в Прибалтике, а также создана дочерняя страховая компания Link4, ориентированная на продажу полисов через Интернет; ещё одна дочерняя компания, созданная в этом году, занимается медицинским страхованием (PZU Zdrowie). В 2015 году была куплена 25-процентная доля в Alior Bank, а в 2017 году у UniCredit 33-процентная доля в ещё одном польском банке, Bank Pekao.

## Деятельность
Группа PZU представлена на рынках страхования в Польше, Украине, Эстонии, а также в Литве (в том числе под маркой Lietuvos Draudimas) и в Латвии (бренд Balta). На польском рынке страхования имущества занимает 32,6 %, а на рынке страхования жизни 45,6 % (в 4 раза превосходя ближайшего конкурента). На рынке страхования имущества Литвы также занимает первое место с долей около 30 %. Доля на рынке Латвии — 28 %. Позиции на рынках Эстонии и Украины значительно скромней.
Страховые премии за 2020 год составили 23,9 млрд злотых, из них 13,2 млрд пришлось на страхование имущества в Польше, 8,7 млрд на страхование жизни в Польше, 1,7 млрд на страхование в странах Балтии, 300 млн на страхование в Украине. Страховые выплаты составили 15,6 млрд злотых; на инвестиционный доход пришлось 8,5 млрд злотых выручки.

## Дочерние компании
Основные составляющие группы PZU на конец 2020 года:
- Powszechny Zakład Ubezpieczeń SA (главная компания, Польша)
- Link4 Towarzystwo Ubezpieczeń SA (страхование жизни и имущества, Польша, с 2014 года)
- Powszechny Zakład Ubezpieczeń na Życie SA (страхование жизни, Польша, с 1991 года)
- Towarzystwo Ubezpieczeń Wzajemnych Polski (страхование имущества, Польша, с 2015 года)
- Powszechne Towarzystwo Emerytalne PZU SA (пенсионный фонд, Польша, с 1997 года)
- Towarzystwo Funduszy Inwestycyjnych PZU SA (инвестиционный фонд, Польша, с 1999 года)
- PrJSC IC PZU Ukraine Life Insurance (страхование жизни, Украина, с 2005 года)
- PrJSC IC PZU Ukraine (страхование имущества, Украина, с 2005 года)
- Lietuvos Draudimas AB (страхование жизни и имущества, Литва, с 2014 года)
- UAB PZU Lietuva Gyvybes Draudimas (страхование жизни, Литва, с 2002 года)
- AAS Balta (страхование имущества, Латвия, с 2014 года)

## Председатели правления с 1990
- Anatol Adamski (1985—1990)
- Krzysztof Jarmuszczak (1990—1993)
- Roman Fulneczek (1993—1996)
- Jan Monkiewicz (сентябрь 1996 — декабрь 1997)
- Władysław Jamroży (декабрь 1997—2000)
- Jerzy Zdrzałka (30 июня 2000 — 9 января 2001)
- Władysław Bartoszewicz (2001—2001)
- Marek Mroczkiewicz (2001—2001)
- Zygmunt Kostkiewicz (2001—2002)
- Zdzisław Montkiewicz (2002 — июнь 2003)
- Cezary Stypułkowski (июнь 2003 — 2 июня 2006)
- Piotr Kowalczewski (2 июня 2006 — 8 июня 2006), исполняющий обязанности
- Jaromir Netzel (8 июня 2006 — 31 августа 2007)
- Beata Kozłowska-Chyła (31 августа 2007 — 4 сентября 2007), исполняющая обязанности
- Agata Rowińska (4 сентября 2007 — 14 декабря 2007)
- Andrzej Klesyk (14 декабря 2007 — 8 декабря 2015)
- Dariusz Krzewina (8 декабря 2015 — 19 января 2016)
- Michał Krupiński (19 января 2016 — 22 марта 2017)
- Marcin Chludziński (22 марта 2017 — 13 апреля 2017), исполняющий обязанности
- Paweł Surówka (13 апреля 2017 — 12 марта 2020)
- Beata Kozłowska-Chyła (с 12 марта 2020), исполняющая обязанности